# وادي المساد
وادي المساد أحد وديان العراق يقع في غرب مدينة الرطبة في محافظة الانبار غرب العراق.